# 全国人民代表大会预算委员会
全国人民代表大会预算委员会（简称全国人大预算委员会），是中华人民共和国最高国家权力机关全国人民代表大会设立的专门委员会之一。1954年至1982年之间存在。

## 沿革
1954年第一届全国人民代表大会第一次会议开始设立“全国人民代表大会预算委员会”。此后，第二届、第三届、第五届全国人民代表大会均设立了预算委员会（第四届因“文革”而未设立）。文革爆发后，1966年8月预算委员会停止工作。1975年1月，第四届全国人大取消了各专门委员会。1979年6月，第五届全国人大第二次会议重新设立了预算委员会。1982年12月，第五届全国人民代表大会第五次会议设立了全国人民代表大会财政经济委员会，因而不再设立预算委员会，其职权由財政经济委员会代行。

## 组织结构
1954年9月20日第一届全国人民代表大会第一次会议通过的《中华人民共和国全国人民代表大会组织法》第二十五条规定，全国人民代表大会代表资格审查委员会由主任委员一人、副主任委员若干人、委员若干人组成。主任委员和委员的人选，由全国人民代表大会会议主席团在代表中提名，由全国人民代表大会会议通过；副主任委员由委员互推。主任委员主持委员会会议和委员会的工作。

## 职责
1954年《中华人民共和国全国人民代表大会组织法》第二十五条规定：“全国人民代表大会设立民族委员会、法案委员会、预算委员会、代表资格审查委员会和其他需要设立的委员会。各委员会协助全国人民代表大会工作。在全国人民代表大会闭会期间，民族委员会和法案委员会协助全国人民代表大会常务委员会工作。”
第二十八条规定：“预算委员会审查全国人民代表大会交付的预算、决算案和其他同预算有关的议案。”

## 历届组成人员
- 第一届全国人民代表大会预算委员会（主任委员：刘澜涛）
- 第二届全国人民代表大会预算委员会（主任委员：曾山）
- 第三届全国人民代表大会预算委员会（主任委员：谷牧）
- 第五届全国人民代表大会预算委员会（主任委员：薄一波）